# Ingrid Aleksandra
Ingryda Aleksandra Glücksburg (norw. Ingrid Alexandra; ur. 21 stycznia 2004 w Oslo) – księżniczka Norwegii. Jest jedyną córką Haakona, księcia koronnego (następcy tronu) Norwegii, oraz jego żony, Mette-Marit Tjessem Høiby, oraz wnuczką króla Haralda V. Zajmuje drugie miejsce w linii sukcesji do norweskiego tronu – za swoim ojcem, a przed młodszym bratem – Sverrem Magnusem.

## Życiorys

### Narodziny i chrzest
Urodziła się 21 stycznia 2004 roku o godzinie 9:13 w szpitalu Rikshospitalet w Oslo jako córka Haakona, księcia koronnego (następcy tronu) Norwegii, oraz jego żony, Mette-Marit Tjessem Høiby. O jej narodzinach poinformował w oficjalnym oświadczeniu następnego dnia jej ojciec. Początkowo dziewczynka miała otrzymać imiona Thyra Eufemia – po dwóch królowych Norwegii: Thyrze i Eufemii. Ostatecznie jednak księżniczka otrzymała imiona Ingryda Aleksandra (norw. Ingrid Alexandra), ponieważ jej rodzice uznali, że imiona, które wybrali pierwotnie są zbyt wyjątkowe.
Została ochrzczona 17 kwietnia 2004 roku w wierze luterańskiej w kaplicy Pałacu Królewskiego w Oslo (norw. Slottskapellet). Ceremonii przewodniczył biskup Oslo, Gunnar Stålsett, a rodzicami chrzestnymi małej księżniczki zostali: Harald V (jej dziadek, król Norwegii), Marit Tjessem (jej babka ze strony matki), Marta Ludwika (jej ciotka, księżniczka Norwegii), a także Wiktoria Bernadotte (następczyni tronu Szwecji, zwana „matką chrzestną Europy”), Filip Burbon (ówczesny książę Asturii, następnie król Hiszpanii) oraz Fryderyk Glücksburg (ówczesny następca tronu, obecnie król Danii). Dwaj ostatni nie byli jednak obecni w czasie uroczystości z powodu organizowania własnych uroczystości weselnych, które odbyły się w ciągu następnego miesiąca.
Ingryda Aleksandra zajęła drugie miejsce w linii sukcesji do norweskiego tronu. Dzięki zmianom konstytucyjnym, jakie miały miejsce kilkanaście lat przed jej narodzinami, a które wprowadzały absolutną primogeniturę (niezależnie od płci), mogła mieć pewność, że jej pozycja w linii sukcesji jest niezagrożona. Zapytana o swoją rolę jako przyszłej królowej, nastoletnia księżniczka powiedziała w jednym z wywiadów: „Jestem bardzo wdzięczna za szansę, jaką mam i myślę, że mogę z nią wiele zrobić. Możesz oczywiście marzyć i zastanawiać się, jak wyglądałoby zupełnie inne życie. Ja też to robię. Jednak to nie jest życie, którym żyję, więc trudno sobie wyobrazić, że nie jestem w roli, w której się znajduję. Jestem jeszcze młoda i jeszcze długo nie zostanę królową. Ale to w pewnym sensie zapisane w kartach i zamierzam to zrobić”.
Ma dwóch braci – przyrodniego, Mariusa Borg Høiby (ur. 1997), oraz księcia Sverre’a Magnusa (ur. 2005).

### Edukacja
19 sierpnia 2010 roku rozpoczęła naukę w szkole podstawowej Jansløkka, lokalnej państwowej szkole, do której uczęszczał jej przyrodni brat, Marius. Jej rodzice wybrali tę szkołę, ponieważ chcieli, aby miała „normalne” dzieciństwo – podobne do tego, jakie miały inne dzieci. Cztery lata później norweska rodzina królewska poinformowała, że dziewczynka przeniesie się do prywatnej anglojęzycznej szkoły w Oslo. Powodem zmiany szkoły miała być chęć rodziców księżniczki, aby Ingryda Aleksandra nabyła umiejętność biegłego porozumiewania się w języku angielskim. W 2019 roku dziewczynka została przeniesiona do szkoły Uranienborg w Oslo. Jesienią 2020 roku rozpoczęła dalszą naukę w Elvebakken Upper Secondary School w Oslo, którą ukończyła w 2023 roku. Jesienią 2025 roku rozpocznie studia licencjackie ze stosunków międzynarodowych na najlepszej australijskiej uczelni, Uniwersytecie w Sydney.

### Młodość
Zaledwie miesiąc po swoim chrzcie, w maju 2004 roku, po raz pierwszy wzięła udział w obchodach Norweskiego Dnia Konstytucji. W czerwcu 2004 roku towarzyszyła natomiast rodzicom w oficjalnej wizycie na Islandię. Była to jej pierwsza zagraniczna wizyta. Przez kolejne lata brała udział w wielu innych wydarzeniach, m.in.: w obchodach setnej rocznicy koronacji Haakona VII, królowa Norwegii (swojego prapradziadka) i jego żony, królowej Maud (2006), w paradzie Eco-agents na Skwerze Pałacowym w Oslo z okazji Światowego Dnia Środowiska (2009), w ponownym otwarciu katedry w Oslo (2010), w wizycie w norweskim Romsdal i Fosnavag (2012), w tygodniu noblowskim (2012) czy w uroczystości upamiętniającej ofiary zamachów terrorystycznych w Paryżu (2015). Ponadto była druhenką na ślubie swojej chrzestnej, następczyni tronu Szwecji, Wiktorii, z Danielem Westlingiem w 2010 roku, natomiast w lutym 2018 roku uczestniczyła w dyplomatycznej wizycie do Norwegii księcia i księżnej Cambridge. W listopadzie 2009 zasiadła na trybunach stadionu Ullevaal w Oslo – razem z rodzicami i bratem oglądała piłkarski mecz finałowy Pucharu Norwegii. W lutym 2015 razem z rodziną królewską przebywała w Falun, gdzie obserwowała zmagania sportowców w ramach mistrzostw świata w narciarstwie klasycznym. 12 lutego 2016 księżniczka zapaliła znicz olimpijski w czasie ceremonii otwarcia zimowych igrzysk olimpijskich młodzieży w Lillehammer. W listopadzie 2018 w przystani Tromsø księżniczka ochrzciła statek badawczy Kronprins Haakon.
31 sierpnia 2019 roku w kaplicy Pałacu Królewskiego w Oslo księżniczka została konfirmowana. Ceremonii przewodniczył Kari Veiteberg, a uczestniczyli w niej wszyscy rodzice chrzestni księżniczki. W prezencie od króla i królowej Norwegii Ingryda Aleksandra otrzymała tradycyjny norweski strój, bunad. Księżniczka wygłosiła również swoje pierwsze przemówienie.
20 stycznia 2022 roku, w przededniu swoich 18. urodzin odwiedziła parlament, Sąd Najwyższy i Kancelarię Prezesa Rady Ministrów. 21 stycznia 2022 roku, w dniu 18. urodzin księżniczki, ogłoszono, że jej monogram został zaprojektowany przez królową Danii, Małgorzatę II, kuzynkę jej dziadka, króla Norwegii, Haralda V. Tego samego dnia Ingryda Aleksandra została odznaczona przez swojego dziadka Orderem Świętego Olafa. Jest to najwyższe odznaczenie cywilne Norwegii. Oficjalne obchody 18. urodzin księżniczki, ze względu na trwającą wówczas pandemię Covid-19, zostały przełożone na 16 i 17 czerwca 2022 roku. Wtedy też Ingryda Aleksandra otrzymała swoje pierwsze zagraniczne odznaczenie – duński Order Słonia. Uroczyste obchody urodzin księżniczki były szeroko komentowane na świecie, również dlatego, że pojawiło się na nich aż pięcioro potencjalnych przyszłych władców państw europejskich – nie tylko Ingryda Aleksandra, ale również Elżbieta (księżniczka Belgii), Katarzyna-Amalia (księżniczka Niderlandów), Karol (książę Luksemburga) oraz Stella (księżniczka Szwecji).
8 kwietnia 2025 roku księżniczka wzięła udział w swoim pierwszym bankiecie państwowym, zorganizowanym w związku z wizytą prezydent Islandii, Halli Tómasdóttir.

## Ciekawostki
- Księżniczka interesuje się sportem, zmianami klimatu, oceanami i środowiskiem. Uprawia surfing[49] i jazdę na nartach[50].
- 19 maja 2016 w Oslo otwarto Park Rzeźby Księżniczki Ingrid Aleksandry[51][52].
- Często towarzyszy rodzinie królewskiej, obserwując zmagania narciarzy w Holmenkollen[53]; po raz pierwszy obecna była tam w marcu 2004[54].
- W październiku 2020 wygrała złoty medal na mistrzostwach Norwegii w surfingu dla juniorów[55].

## Tytulatura
Od 21 stycznia 2004: Jej Królewska Wysokość księżniczka Ingryda Aleksandra

## Odznaczenia
- Order Świętego Olafa (2022)[42][56][57]
- Medal 100-lecia Domu Królewskiego (2005)[56]
- Medal Jubileuszowy Haralda V 1991–2016 (2016)[56][58]
- Order Domowy Haralda V[56]
- Order Słonia (Dania, 2022)[44][56]
- Łańcuch z Gwiazdą Krzyża Wielkiego Orderu Sokoła Islandzkiego (Islandia, 2025)[59]

## Genealogia
| Prapradziadkowie                                     | Maud Koburg (1869-1938) ∞1896 Król Norwegii Haakon VII Glücksburg (1872-1957)  | Karol Bernadotte (1861-1951) ∞1897 Ingeborga Glücksburg (1878-1958)            | Halvor Haraldsen (1854–1931) ∞1879 Karete Josefine Nilsen (1854–1939)         | Johan Christian Ulrichsen (1861-1950) ∞1887 Berntine Marie Hansen (1868-1958) | Kristian Høiby (1865-) ∞ Elen Bjørnsdatter (1870-)                      | Osmund Solvesen Tvedt (1868-1936) ∞ Amalie Kathrine Schjølberg (1859-1926) | Johannes Samuelson Tjessem (1857-1940) ∞1893 Elisabet Tollaksdatter (1871-1942) | Tormod Torsteinson Fosso (1861-1915) ∞1889 Eli Olsdatter Kjosås (1866-1954) |
| Pradziadkowie                                        | król Norwegii Olaf V Glücksburg (1903-1991) ∞1929 Marta Bernadotte (1901-1954) | król Norwegii Olaf V Glücksburg (1903-1991) ∞1929 Marta Bernadotte (1901-1954) | Carl August Haraldsen (1889-1959) ∞1920 Dagny Ulrichsen (1898-1994)           | Carl August Haraldsen (1889-1959) ∞1920 Dagny Ulrichsen (1898-1994)           | Bjarne Høiby (1903-1971) ∞ Ingryda Tvedt (1896-1978)                    | Bjarne Høiby (1903-1971) ∞ Ingryda Tvedt (1896-1978)                       | Sverre Tjessem (1899-1966) ∞ Brita Fosso (1904-1986)                            | Sverre Tjessem (1899-1966) ∞ Brita Fosso (1904-1986)                        |
| Dziadkowie                                           | król Norwegii Harald V Glücksburg (ur. 1937) ∞1968 Sonja Haraldsen (ur. 1937)  | król Norwegii Harald V Glücksburg (ur. 1937) ∞1968 Sonja Haraldsen (ur. 1937)  | król Norwegii Harald V Glücksburg (ur. 1937) ∞1968 Sonja Haraldsen (ur. 1937) | król Norwegii Harald V Glücksburg (ur. 1937) ∞1968 Sonja Haraldsen (ur. 1937) | Sven O. Høiby (1936–2007) ∞ Marit Tjessem (ur. 1937)                    | Sven O. Høiby (1936–2007) ∞ Marit Tjessem (ur. 1937)                       | Sven O. Høiby (1936–2007) ∞ Marit Tjessem (ur. 1937)                            | Sven O. Høiby (1936–2007) ∞ Marit Tjessem (ur. 1937)                        |
| Rodzice                                              | Haakon Glücksburg (ur. 1973) ∞2001 Mette-Marit Tjessem Høiby (ur. 1973)        | Haakon Glücksburg (ur. 1973) ∞2001 Mette-Marit Tjessem Høiby (ur. 1973)        | Haakon Glücksburg (ur. 1973) ∞2001 Mette-Marit Tjessem Høiby (ur. 1973)       | Haakon Glücksburg (ur. 1973) ∞2001 Mette-Marit Tjessem Høiby (ur. 1973)       | Haakon Glücksburg (ur. 1973) ∞2001 Mette-Marit Tjessem Høiby (ur. 1973) | Haakon Glücksburg (ur. 1973) ∞2001 Mette-Marit Tjessem Høiby (ur. 1973)    | Haakon Glücksburg (ur. 1973) ∞2001 Mette-Marit Tjessem Høiby (ur. 1973)         | Haakon Glücksburg (ur. 1973) ∞2001 Mette-Marit Tjessem Høiby (ur. 1973)     |
| Ingryda Aleksandra Glücksburg (ur. 21 stycznia 2004) |                                                                                |                                                                                |                                                                               |                                                                               |                                                                         |                                                                            |                                                                                 |                                                                             |